# Plant de pomme de terre

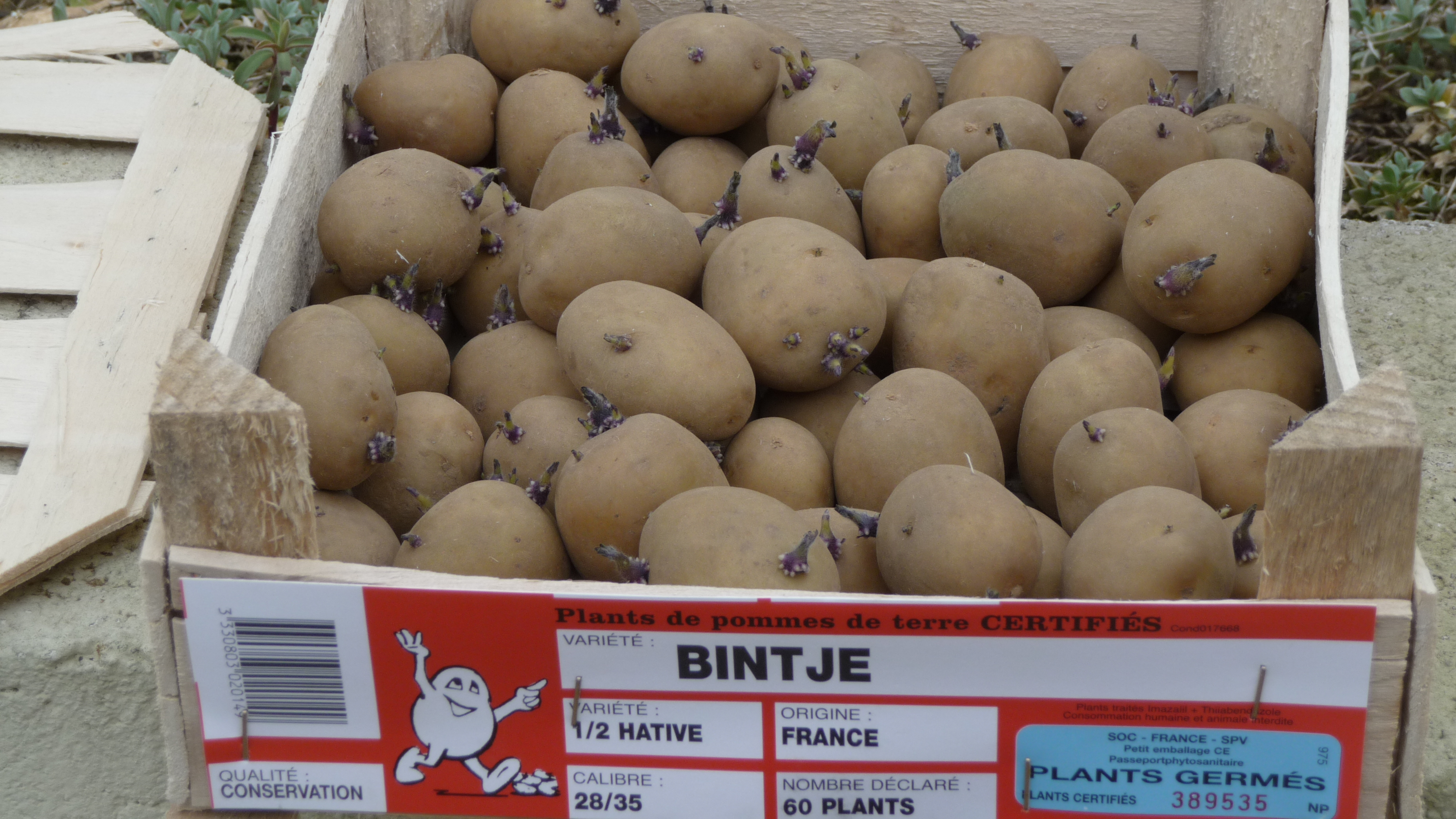
Caissette de plants certifiés 'Bintje'.

Un plant de pomme de terre  (ou de pomme de terre de semence) est un tubercule, ou parfois une partie de tubercule, utilisé comme semence pour la reproduction et la mise en culture des pommes de terre. La qualité et le choix des plants sont déterminés par trois facteurs principaux : la variété, l'état sanitaire et l'état (ou âge) physiologique. 

## Reproduction de la pomme de terre
L'usage d'une pomme de terre de semence  correspond à un mode de reproduction végétative permettant de conserver à l'identique, de génération en génération, les caractéristiques des plantes (ce sont des clones). Il faut, en moyenne 10 % du volume d'une récolte pour ressemer une surface.
Cette technique de reproduction végétale présente des inconvénients; les tubercules accumulent et transmettent aux nouvelles plantes qui en sont issues diverses maladies, notamment virales et bactériennes, ainsi que des caractères issus d'éventuelles mutations somatiques. Pour surmonter ces difficultés des techniques et des procédures de production de plants certifiés ont été mises au point dans certains pays.

### TPS
Bien que ce soit généralement par clonage que sont produites les pommes de terre, les programmes de sélection et de création variétale ont recours aux semences véritables (aux graines). L'utilisation des graines de pommes de terre, désignées en anglais par l'acronyme TPS (true potato seeds), pour l'ensemencement des champs a été promue dans les pays en voie de développement par le Centre international de la pomme de terre (CIP). Cette campagne avait pour but d'assainir les plantations, la plupart des maladies, notamment virales, ne se transmettant pas par les graines, et en même temps de réduire les coûts logistiques de la plantation.

## Terminologie
Bien qu'il ne s'agisse pas d'un plant à proprement parler, dans la francophonie européenne, l'expression "plant de pomme de terre" est la plus usité, évitant ainsi une potentielle confusion entre le terme "semence" (qui désigne aussi les tubercules et les bulbes) et celui de "semence véritable" qui désigne la graine produite par le plant.  En amérique du Nord, il est plus courant de rencontrer l'expression "pomme de terre de semence".
Dans les pays développés, la production de plants de pomme de terre est très organisée. Elle fait appel à des techniques avancées (micropropagation, bouturage in vitro), et est soumise à une réglementation stricte.

## Pays producteur d'Europe
En Europe, les principaux producteurs de plants de pommes de terre sont les Pays-Bas (36 % des surfaces de production), l'Allemagne (17 %), la France (16 %) et le Royaume-Uni (15 %).

## Réglementation européenne
Dans l'Union européenne, la commercialisation des plants de pomme de terre est régie par la directive du Conseil 2002/56/CE du 13 juin 2002.
Les classes de plants de base et leurs dénominations sont définies au niveau communautaire par la directive de la Commission 93/17/CEE du 30 mars 1993.